# Christian IX.

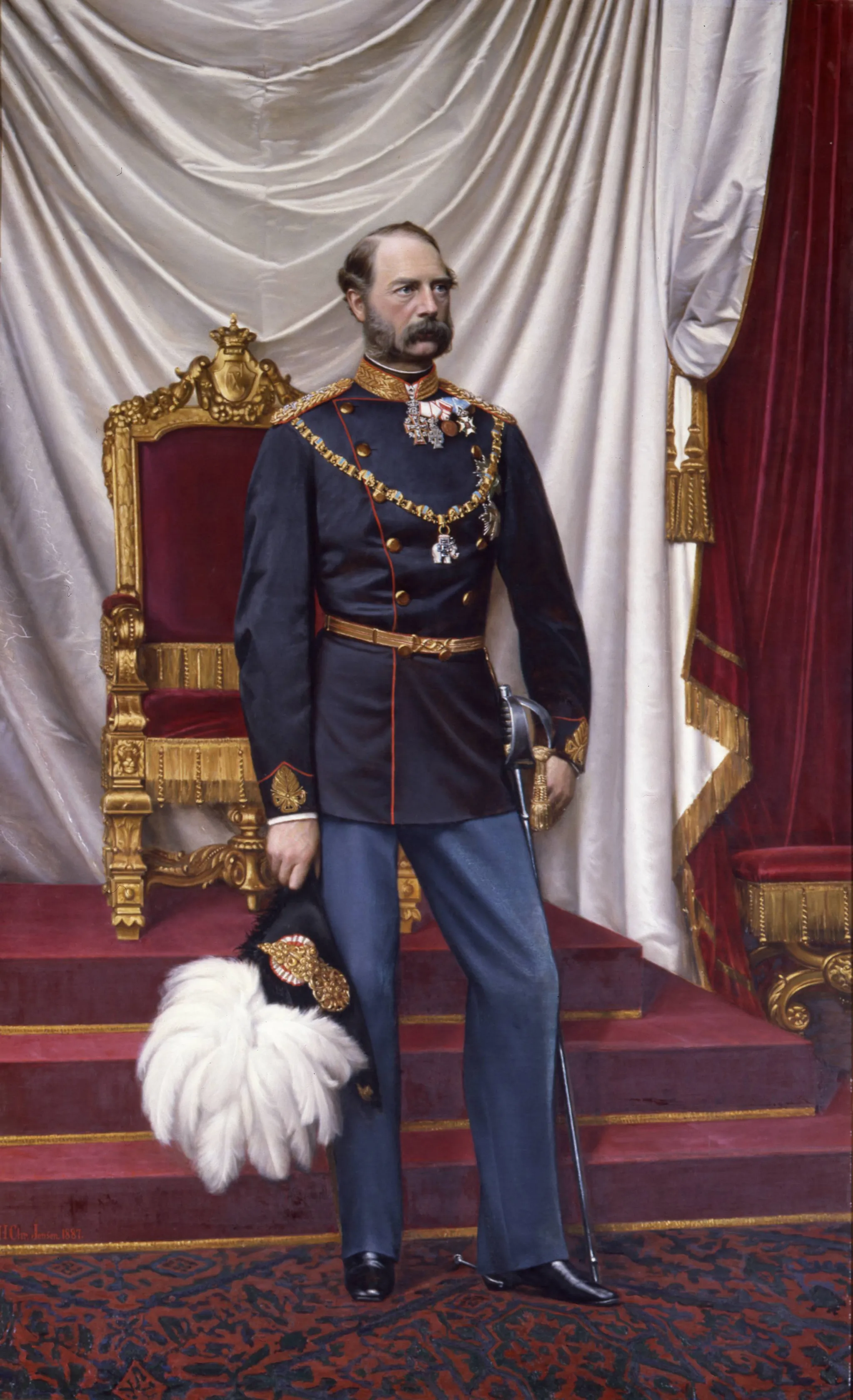
König Christian IX. von Dänemark. Undatiertes Foto.

Christian IX. (* 8. April 1818 auf Schloss Gottorf in Schleswig; † 29. Januar 1906 auf Schloss Amalienborg in Kopenhagen) war von 1863 bis zu seinem Tode König von Dänemark.
Prinz Christian war Mitglied des herzoglichen Hauses Schleswig-Holstein-Sonderburg-Glücksburg, einer entfernten Nebenlinie des Hauses Oldenburg, die von König Christian III. von Dänemark und Norwegen abstammte. Angesichts des zu erwartenden Aussterbens der Hauptlinie des Hauses Oldenburg wurde Christian als Folge des Londoner Protokolls von 1852 zum Erben der dänischen Monarchie ernannt. Als der dänische König Friedrich VII. 1863 starb, trat er als König Christian IX. dessen Nachfolge an. Er wurde damit zum Stammvater der glücksburgischen Linie, die bis heute auf dem dänischen Thron sitzt. Durch seine zahlreichen Nachkommen und deren Eheschließungen mit Mitgliedern europäischer Königshäuser erhielt er den Beinamen „Schwiegervater Europas“.

## Leben

### Frühe Jahre

#### Familienhintergrund

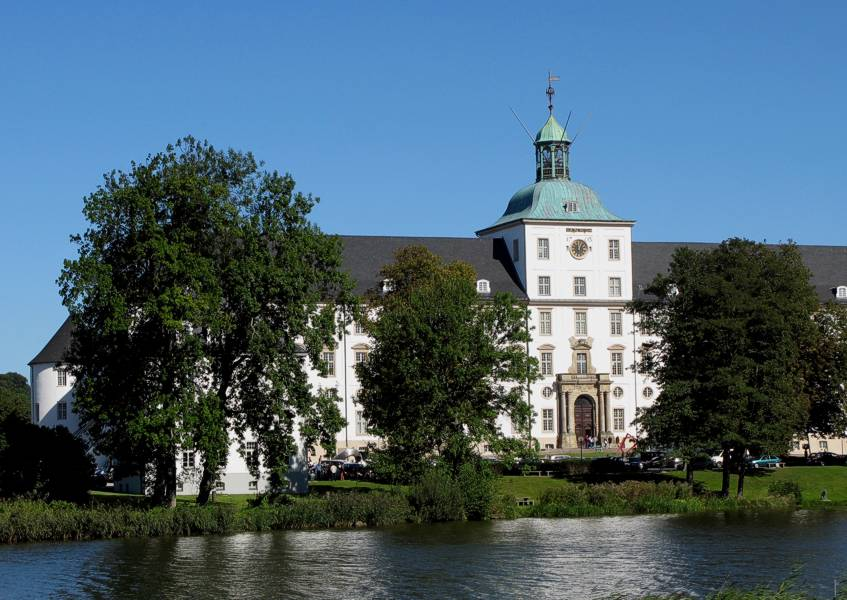
Schloss Gottorf (2007).

Prinz Christian wurde am 8. April 1818 in der Residenz seiner Großeltern auf Schloss Gottorf nahe der Stadt Schleswig im Herzogtum Schleswig, damals ein Teil des dänischen Gesamtstaates, geboren. Er war das sechste Kind und der vierte Sohn des Herzogs Friedrich Wilhelm von Schleswig-Holstein-Sonderburg-Beck (1785–1831) und dessen Gemahlin Luise Karoline von Hessen-Kassel (1789–1867). Er wurde nach dem Cousin seiner Mutter, Christian Friedrich von Dänemark, benannt, der 1839 als Christian VIII. König von Dänemark wurde und auch sein Patenonkel war.

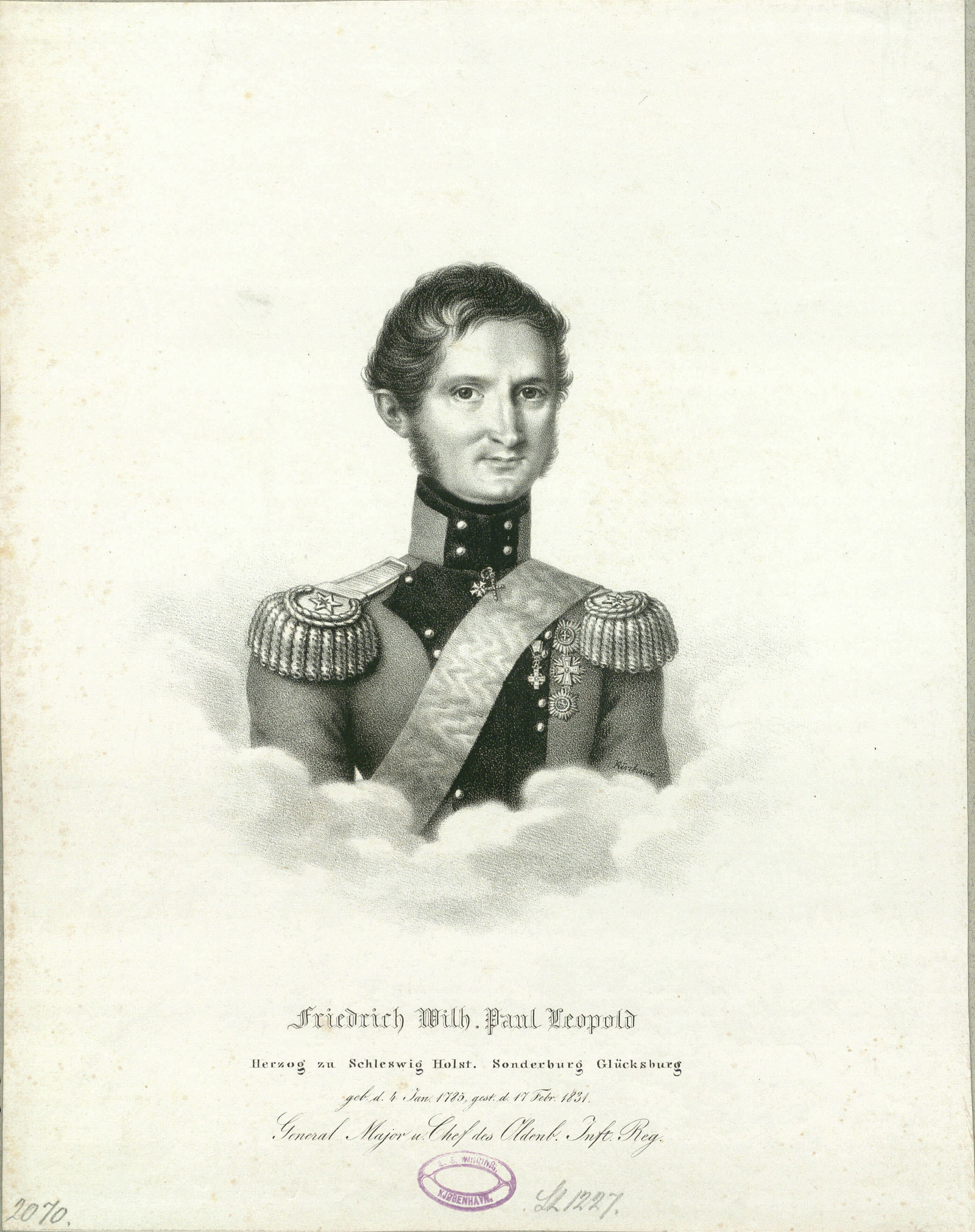
Der Vater von Prinz Christian, Herzog Friedrich Wilhelm von Schleswig-Holstein-Sonderburg-Beck, ab 1825 Herzog von Glücksburg.

Christians Vater war Oberhaupt des herzoglichen Hauses Schleswig-Holstein-Sonderburg-Beck, einer entfernten und unbedeutenden Nebenlinie des Zweiges Schleswig-Holstein-Sonderburg des Hauses Oldenburg, die auf Herzog Johann, einen jüngeren Halbbruder von König Christian III. von Dänemark und Norwegen zurückgeht. Als sogenannte abgeteilte Herren erhielten Johann und seine Nachkommen zwar den herzoglichen Titel und Rang, besaßen aber in Schleswig und Holstein lediglich Erbrechte und verfügten über keine souveränen Ländereien. Da Johann viele Söhne hatte, wurde das Herzogtum Sonderburg nach seinem Tod in mehrere kleine Titularherzogtümer aufgeteilt, die jeweils nur aus wenigen Gütern und Kirchspielen bestanden und demzufolge nicht genug Einkommen für eine standesgemäße Lebensführung erbrachten. Die Linie Schleswig-Holstein-Sonderburg-Beck wurde durch Herzog August Philipp, einen Enkel von Johann, begründet und benannte sich nach dem in Löhne liegenden Gut Haus Beck, das zum Besitz des ersten Herzogs gehörte.  Die Söhne August Philipps und ihre Nachkommen traten in preußische, polnische und russische Dienste, bis sein Urenkel, der Vater von Prinz Christian, erneut in den dänischen Militärdienst trat und in Holstein stationiert wurde. Dort traf und heiratete er Luise Karoline, eine Tochter des Landgrafen Karl von Hessen-Kassel, der am dänischen Hof aufgewachsen war und die jüngste Tochter von König Friedrich V., Prinzessin Louise, geheiratet hatte. Landgraf Karl hatte in Dänemark Karriere gemacht, wo er dänischer Feldmarschall und Statthalter der Herzogtümer Schleswig und Holstein geworden war.
Durch seinen Vater stammte Prinz Christian somit in gerader Linie von König Christian III. von Dänemark ab, während er durch seine Mutter der Urenkel von König Friedrich V. von Dänemark war. Er war somit relativ eng mit dem dänischen Königshaus verwandt, jedoch ohne wirkliche Aussicht, den dänischen Thron zu erben.

#### Kindheit

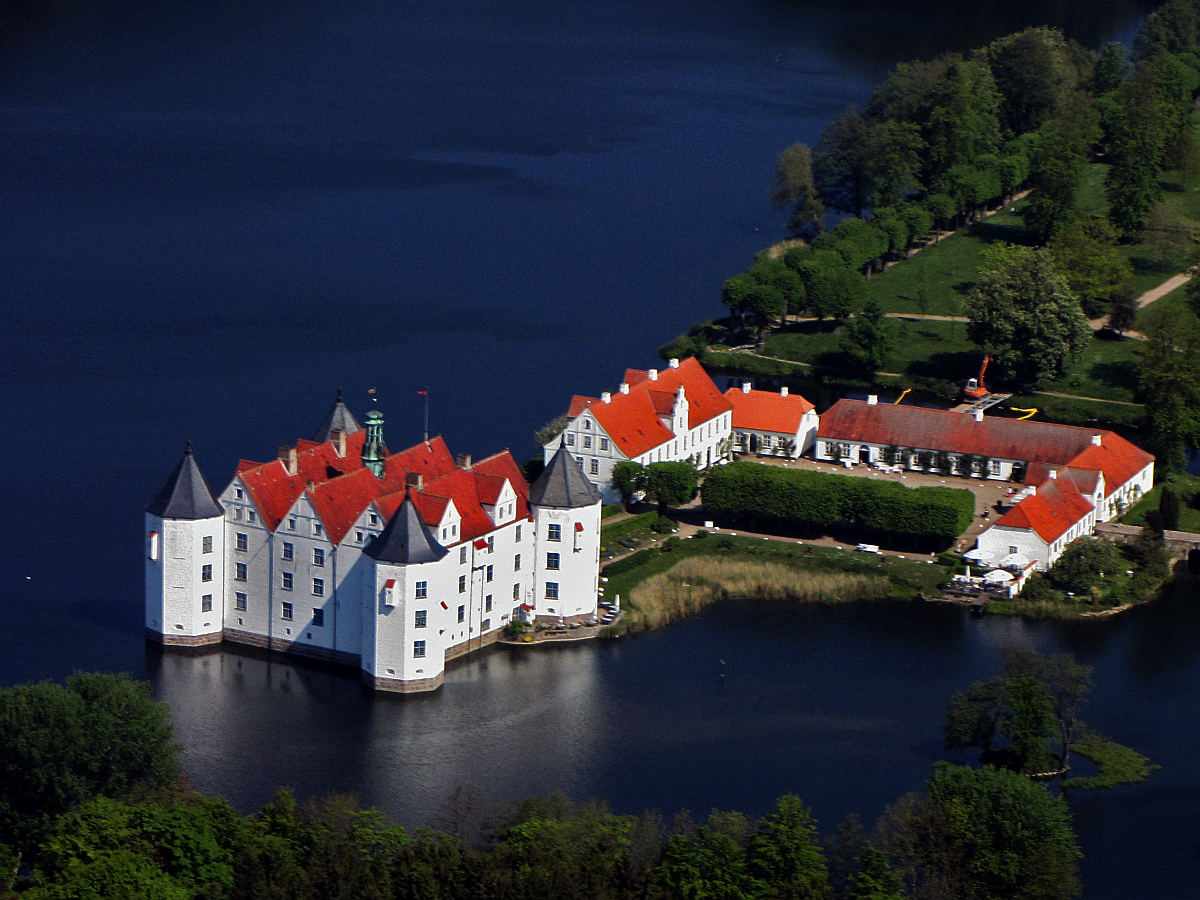
Schloss Glücksburg (2012).

Der junge Prinz wuchs zunächst mit seinen vielen Geschwistern bei den Großeltern auf Schloss Gottorf, dem traditionellen Sitz der Statthalter von Schleswig und Holstein, auf. Am 6. Juni 1825 wurde Herzog Wilhelm von seinem Schwager König Friedrich VI. von Dänemark zum Herzog von Glücksburg ernannt, da die ältere Glücksburger Linie 1779 ausgestorben war und Schloss Glücksburg jetzt leer stand. Daraufhin änderte Herzog Wilhelm seinen Titel von Herzog zu Schleswig-Holstein-Sonderburg-Beck zu Herzog von Schleswig-Holstein-Sonderburg-Glücksburg und gründete damit das später so berühmte Haus Glücksburg.
Die Familie zog auf Schloss Glücksburg, wo Christian mit seinen Geschwistern unter der Aufsicht seiner Eltern aufwuchs. Der Herzog schrieb an einen Freund: „Ich erziehe meine Söhne mit Strenge, damit sie lernen zu gehorchen, ohne es zu versäumen sie verfügbar für die Forderungen und Bedürfnisse der Gegenwart zu machen“. Herzog Wilhelm starb jedoch am 17. Februar 1831 im Alter von nur 46 Jahren an den Folgen einer Erkältung, die sich zu einer Lungenentzündung entwickelt hatte, und nach eigener Schätzung des Herzogs an Scharlach, der zuvor zwei seiner Kinder befallen hatte. Er hinterließ seine Frau als Witwe ohne Geld und mit zehn Kindern. Christian war zwölf Jahre alt, als sein Vater starb.

#### Jugend und Ausbildung

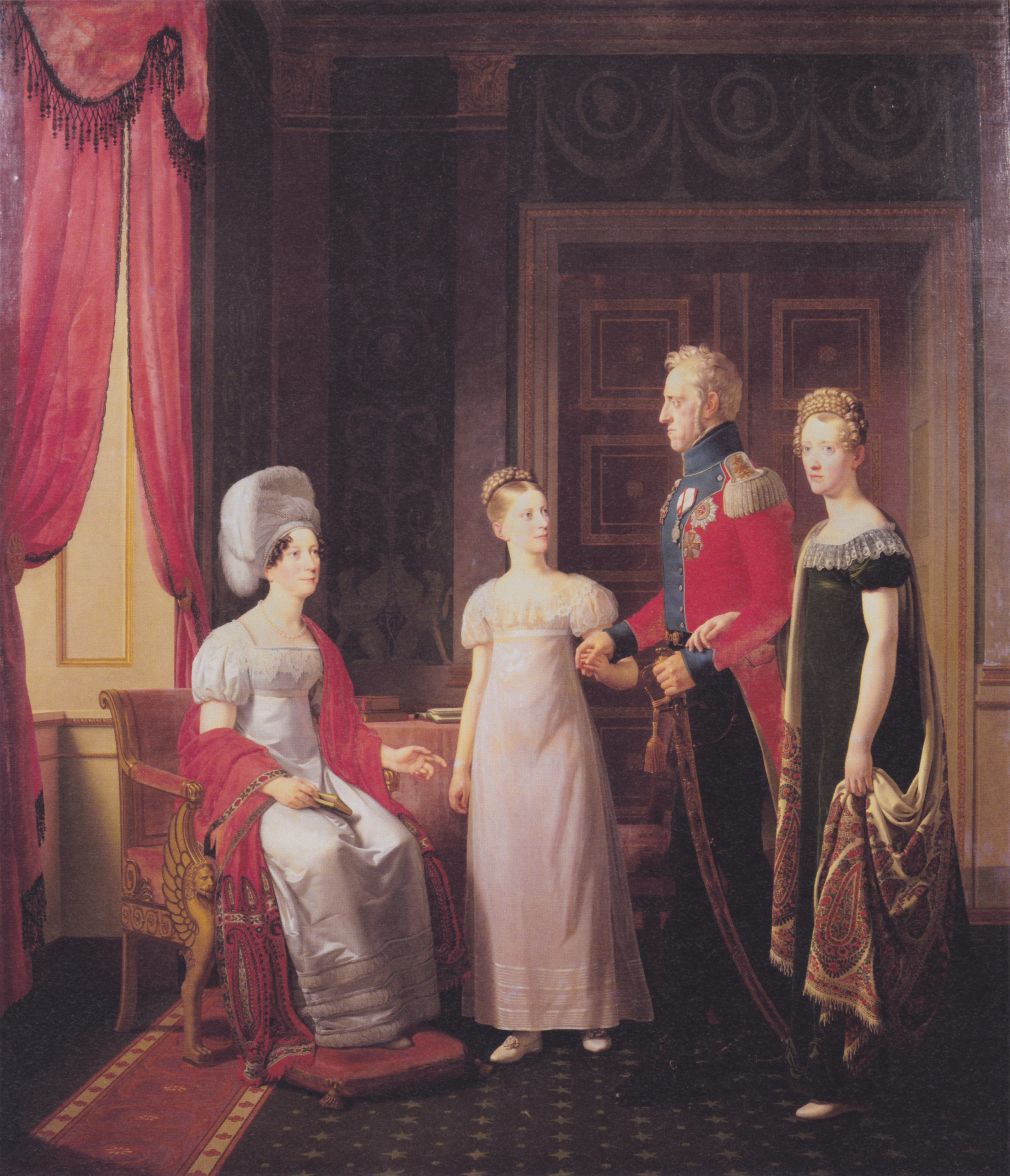
Der Ersatzvater von Prinz Christian, König Friedrich VI., dessen Königin Marie seine Tante und die beiden Prinzessinnen seine Cousinen waren.

Nach dem frühen Tod des Vaters 1831 wurde König Friedrich VI. von Dänemark zusammen mit Wilhelm von Hessen-Philippsthal-Barchfeld, einem engen Freund des Vaters, Vormund von Christian und seinen neun Geschwistern. Im selben Jahr äußerte Prinz Christian den Wunsch, zum Marineoffizier ausgebildet zu werden. Beim Besuch des Königs auf Gottorf 1831, kurz nach der Beerdigung von Herzog Wilhelm, stimmte Friedrich VI. aber mit seiner Mutter zu, dass er nach Kopenhagen geschickt würde, um eine Ausbildung als Heeresoffizier zu erhalten. Ab 1832, ein Jahr nach dem Tod seines Vaters, wuchs Christian daher in Dänemark auf und wurde an der Militärakademie von Kopenhagen ausgebildet. Dort erhielt er Einzelunterricht und war nur selten mit den anderen Kadetten zusammen. Andererseits kümmerte sich das sohnlose Königspaar gut um den Jungen, denn Königin Marie Sophie Friederike war seine Tante und König Friedrich VI. der Cousin seiner Mutter. Dazu heiratete 1838 Christians ältester Bruder, Herzog Carl von Glücksburg, die jüngste Tochter des Königspaares, Prinzessin Wilhelmine.

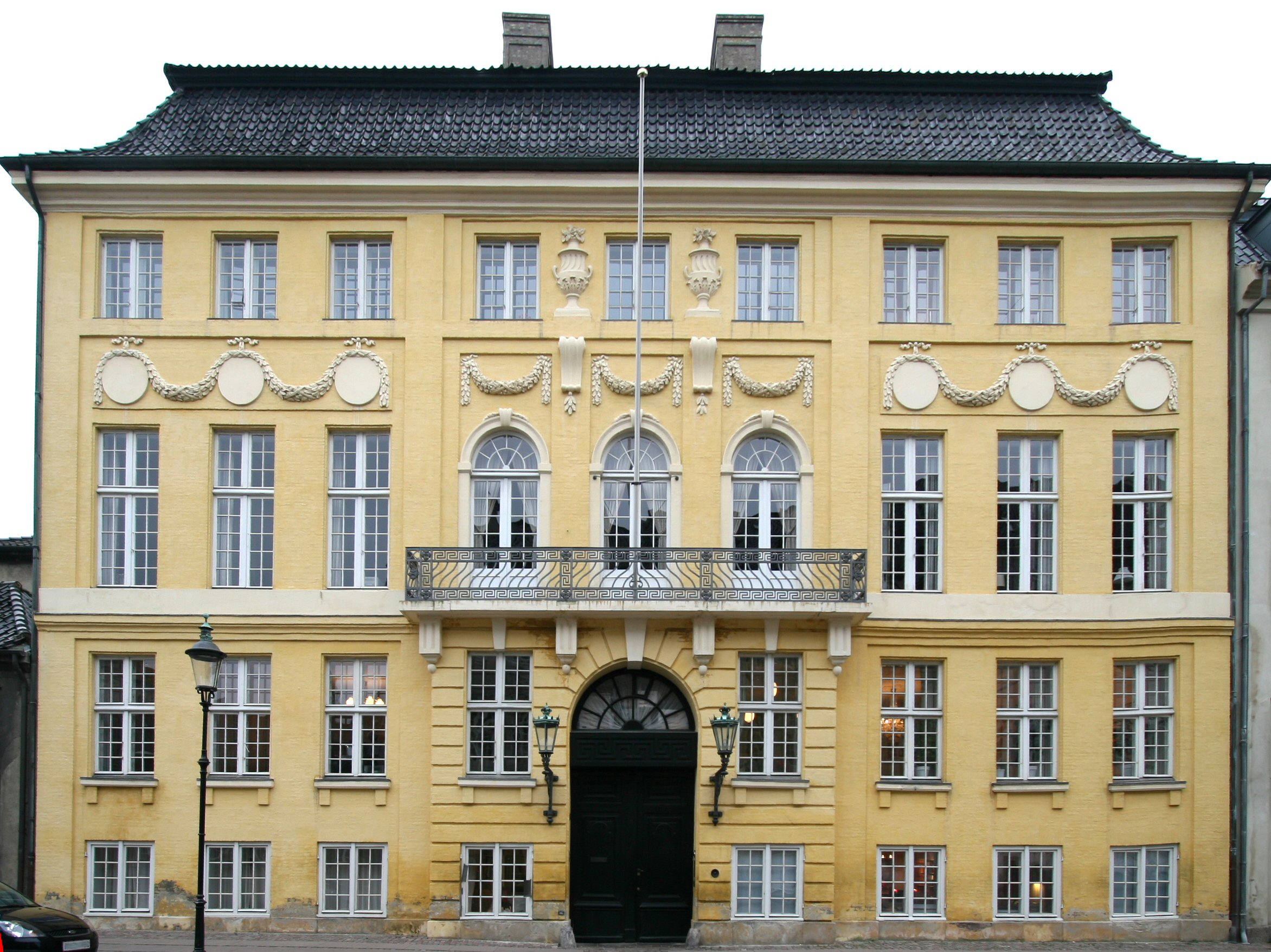
Das Gelbe Palais (2006).

1835 wurde Christian in der Kopenhagener Garnisonskirche konfirmiert, 1836 wurde er zum Rittmeister bei der königlichen dänischen Leibgarde zu Pferde ernannt und bekam dann eine Unterkunft in der Kaserne der Pferdegarde beim Frederiksholms Kanal in Kopenhagen. Hier lebte er in einfachen Verhältnissen, bis König Friedrich VI. ihm 1839 eine Wohnung im Gelben Palais neben Amalienborg gewährte, wo er bis 1865 wohnte. Von 1839 bis 1841 studierte er Verfassungsrecht und Geschichte mit seinem Halbcousin Friedrich Wilhelm von Hessen an der Universität Bonn. Dort erhielt er im Dezember 1839 die Nachricht vom Tod seines Gönners König Friedrich VI., dem König Christian VIII. auf dem Thron folgte, der Cousin seiner Mutter. In den Ferien unternahm er verschiedene Ausflüge in Deutschland und reiste auch nach Venedig. 1841 kehrte er nach Kopenhagen zurück. Auf dem Heimweg stattete er dem Hof in Berlin einen Besuch ab, wo er ein schmeichelhaftes Angebot von König Friedrich Wilhelm IV. von Preußen, sich der preußischen Armee anzuschließen, ablehnte.

### Thronfolger

#### Ehe und Nachkommen

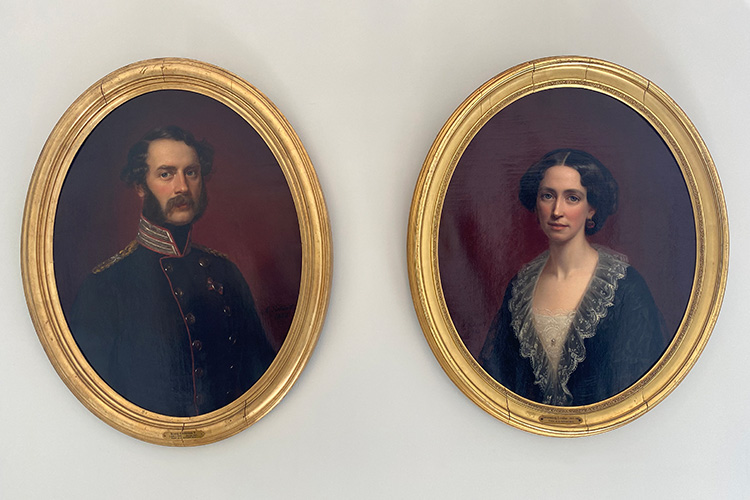
Prinz Christian und Louise von Hessen in den 1840er Jahren.

Bei der Krönung von Königin Victoria am 28. Juni 1838 in Westminster Abbey in London hatte sich Frederik VI. durch Christian vertreten lassen. Der bewarb sich während seines Aufenthalts in London um die noch ledige junge britische Königin, allerdings erfolglos. Dem Wunsch ihrer Familie folgend zog sie es vor, ihren Cousin Albert von Sachsen-Coburg und Gotha zu heiraten. Dennoch bekam die junge Königin einen guten Eindruck von dem gleichaltrigen Prinzen Christian, der dann 25 Jahre später Schwiegervater ihres ältesten Sohnes, Albert Edward, Prince of Wales, werden sollte.
Christian ging stattdessen eine Ehe ein, die für seine Zukunft nicht ohne Konsequenzen blieb. Im Herbst 1841 verlobte er sich mit seiner Cousine zweiten Grades Louise von Hessen. Sie war eine Tochter des Landgrafen Wilhelm von Hessen-Kassel-Rumpenheim, der als dänischer General in Diensten stand und Gouverneur von Kopenhagen war. Landgraf Wilhelm war mit der Schwester von König Christian VIII., Prinzessin Louise Charlotte von Dänemark, verheiratet, und Louise war somit die Nichte des neuen Königs. Beide hatten in König Friedrich V. einen gemeinsamen Urgroßvater. Die Hochzeit wurde am 26. Mai 1842 in der Residenz der Eltern der Prinzessin auf Schloss Amalienborg gefeiert. Das Brautpaar unternahm ihre Hochzeitsreise nach Kiel, wo sie Christians älteren Bruder Karl und dessen Frau Wilhelmine besuchten.
Nach der Hochzeit erhielt das Paar das Gelbe Palais in der Amaliegade als Wohnsitz. Dort wurden zwischen 1843 und 1853 die ersten fünf Kinder geboren: Friedrich 1843, Alexandra 1844, Wilhelm 1845, Dagmar 1847 und Thyra im Jahr 1853. Die Familie war damals noch ziemlich unbekannt und führte ein für königliche Verhältnisse relativ bürgerliches Leben.

#### Weg zur Thronfolge

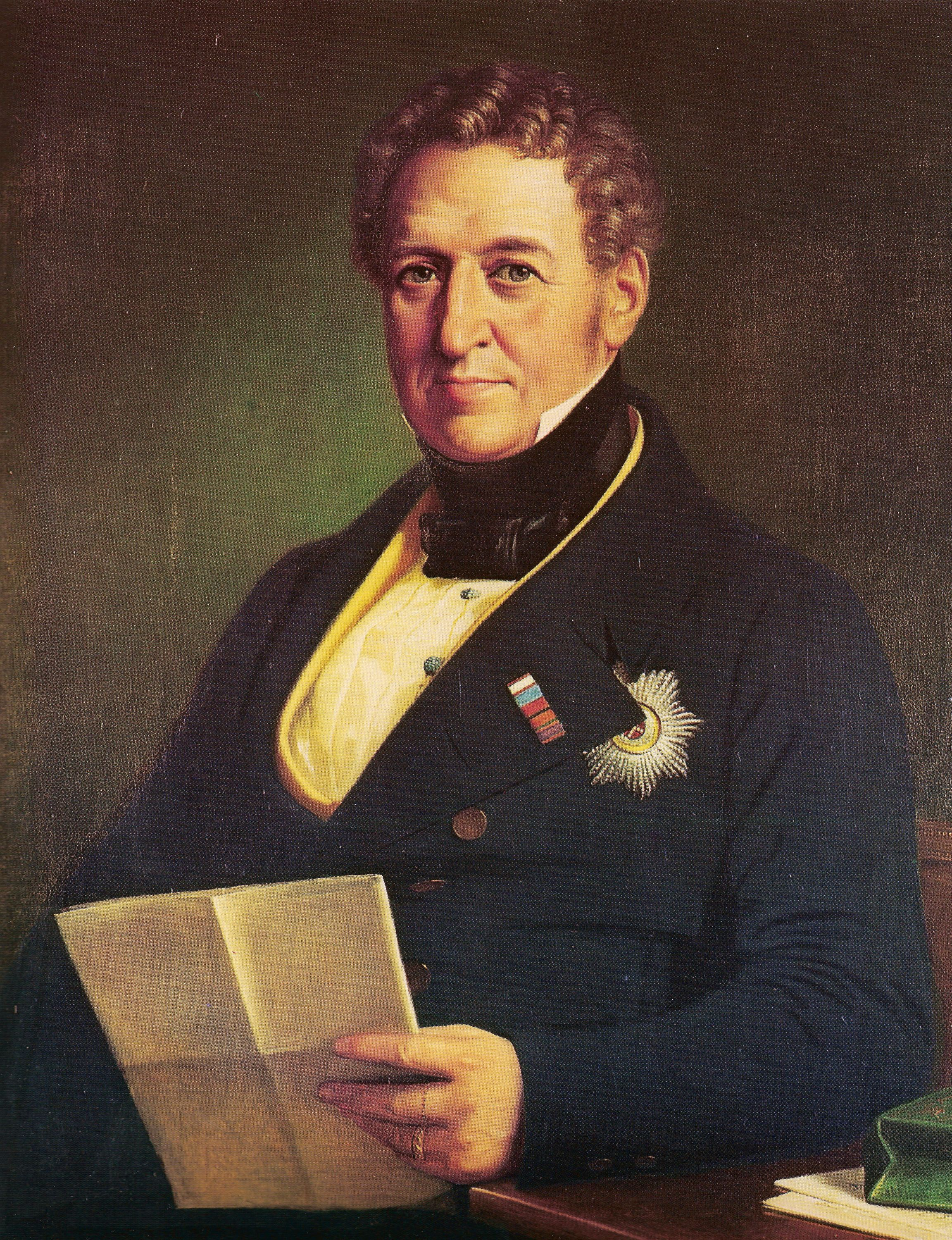
König Christian VIII. Gemälde von Vilhelm Marstrand, 1843.

In den 1840er Jahren wurde immer deutlicher, dass der dänische Gesamtstaat vor einer Erbfolgekrise stand. Als König Christian VIII. 1839 den Thron bestieg, hatte weder sein Sohn, Kronprinz Friedrich, noch der jüngere Bruder des Königs, Erbprinz Ferdinand, Kinder, und es wurde allmählich unwahrscheinlich, dass ein legitimer Thronfolger geboren werden würde. Damit wurde deutlich, dass das regierende dänische Königshaus, die Hauptlinie des Hauses Oldenburg, vom Aussterben bedroht war. Die Erbfolgekrise stellte ein komplexes Dilemma dar, da die Erbfolgeregelungen in den verschiedenen Teilen des dänischen Gesamtsstaats, dem Königreich Dänemark und den drei Herzogtümern Schleswig, Holstein und Lauenburg, nicht identisch waren.
Im Königreich war die Erbfolge durch die Erbfolgeregelung des dänischen Königsgesetz (dänisch Kongeloven) von 1665 geregelt, das zur Erbfolge nur die patrilineare Nachkommen Friedrichs III. vorsah, jedoch im Falle des Erlöschens aller männlichen Linien die Möglichkeit einer weiblichen Succession zuließ. In Holstein und Lauenburg, die zum Deutschen Bund gehörten, galt die dort übliche Erbfolge allein über die Patrilinearität, die aber nicht auf die Nachkommen Friedrichs III. beschränkt war. Da es mehrere erbberechtigte männliche Nebenlinien des Hauses Oldenburg gab, die jedoch nicht von Friedrich III. abstammten, stand die Möglichkeit, dass die dänische Krone von den Herzogtümern getrennt werden könnte, unmittelbar bevor, denn durch die unterschiedliche Erbfolge wäre die Personalunion zwischen Dänemark und den Herzogtümern beim Aussterben der Hauptlinie des Hauses Oldenburg beendet gewesen.
Christian VIII. versuchte 1846 mit dem sogenannten „offenen Brief“ die im dänischen Königsgesetz enthaltene Erbfolgeregelung, nach der auch die weibliche Linie erbberechtigt war – in diesem Fall die Kinder seiner Schwester Louise Charlotte von Dänemark – auch für die Herzogtümer durchzusetzen. Die Ständeversammlungen in Schleswig und Holstein favorisierten nämlich Christians VIII. Schwager, Herzog Christian August von Schleswig-Holstein-Sonderburg-Augustenburg, der aufgrund eigener Abstammung aus einer älteren Linie des Hauses Oldenburg, der von Ernst Günther, einem älteren Bruder August Philipps, begründeten Augustenburger Linie, nach der bisherigen Regelung Herzog geworden wäre. Zudem berief er sich darauf, dass er der Sohn von Friedrichs VI. – vermutlich außerehelichen – Schwester Louise Auguste war. Christian August von Augustenburg hatte bereits 1837 anonym eine Schrift mit dem Titel Die Erbfolge in Schleswig-Holstein  veröffentlicht, in der er die Geltung des Holsteiner Erbrechts für ganz Schleswig-Holstein und damit seine eigenen Ansprüche mit dem Vertrag von Ripen (Up ewig ungedeelt) begründete.

#### Familienverhältnisse bei der dänischen Erbfolgekrise
| Georg II. (1683–1760) König von Großbritannien | Georg II. (1683–1760) König von Großbritannien | Georg II. (1683–1760) König von Großbritannien | Georg II. (1683–1760) König von Großbritannien | Georg II. (1683–1760) König von Großbritannien            | Georg II. (1683–1760) König von Großbritannien            |                                                           |                                                           |                                                               |                                                               |                                                               |                                                               | Christian VI. (1699–1746) K: 1730–1746 König von Norwegen     | Christian VI. (1699–1746) K: 1730–1746 König von Norwegen     | Christian VI. (1699–1746) K: 1730–1746 König von Norwegen  | Christian VI. (1699–1746) K: 1730–1746 König von Norwegen  | Christian VI. (1699–1746) K: 1730–1746 König von Norwegen  | Christian VI. (1699–1746) K: 1730–1746 König von Norwegen  |                                                            |                                                            |                                                          |                                                          |                                                          |                                                          |                                                          |                                                          |                                         |                                         | Sophie Magdalene von Brandenburg-Kulmbach (1700–1770)       | Sophie Magdalene von Brandenburg-Kulmbach (1700–1770)       | Sophie Magdalene von Brandenburg-Kulmbach (1700–1770)       | Sophie Magdalene von Brandenburg-Kulmbach (1700–1770)       | Sophie Magdalene von Brandenburg-Kulmbach (1700–1770)       | Sophie Magdalene von Brandenburg-Kulmbach (1700–1770)       |                                                   |                                                   |                                                   |                                                   |                                           |                                           |                                                    |                                                    |                                                    |                                                    |                                                    |                                                    |                                       |                                       |                                       |                                       |                                      |                                      |                                              |                                              |                                              |                                              |                                              |                                              |                                        |                                        | Karl Anton August von Schleswig-Holstein-Sonderburg-Beck (1727–1759)       | Karl Anton August von Schleswig-Holstein-Sonderburg-Beck (1727–1759)       | Karl Anton August von Schleswig-Holstein-Sonderburg-Beck (1727–1759)       | Karl Anton August von Schleswig-Holstein-Sonderburg-Beck (1727–1759)       | Karl Anton August von Schleswig-Holstein-Sonderburg-Beck (1727–1759)       | Karl Anton August von Schleswig-Holstein-Sonderburg-Beck (1727–1759)       |
| Georg II. (1683–1760) König von Großbritannien | Georg II. (1683–1760) König von Großbritannien | Georg II. (1683–1760) König von Großbritannien | Georg II. (1683–1760) König von Großbritannien | Georg II. (1683–1760) König von Großbritannien            | Georg II. (1683–1760) König von Großbritannien            |                                                           |                                                           |                                                               |                                                               |                                                               |                                                               | Christian VI. (1699–1746) K: 1730–1746 König von Norwegen     | Christian VI. (1699–1746) K: 1730–1746 König von Norwegen     | Christian VI. (1699–1746) K: 1730–1746 König von Norwegen  | Christian VI. (1699–1746) K: 1730–1746 König von Norwegen  | Christian VI. (1699–1746) K: 1730–1746 König von Norwegen  | Christian VI. (1699–1746) K: 1730–1746 König von Norwegen  |                                                            |                                                            |                                                          |                                                          |                                                          |                                                          |                                                          |                                                          |                                         |                                         | Sophie Magdalene von Brandenburg-Kulmbach (1700–1770)       | Sophie Magdalene von Brandenburg-Kulmbach (1700–1770)       | Sophie Magdalene von Brandenburg-Kulmbach (1700–1770)       | Sophie Magdalene von Brandenburg-Kulmbach (1700–1770)       | Sophie Magdalene von Brandenburg-Kulmbach (1700–1770)       | Sophie Magdalene von Brandenburg-Kulmbach (1700–1770)       |                                                   |                                                   |                                                   |                                                   |                                           |                                           |                                                    |                                                    |                                                    |                                                    |                                                    |                                                    |                                       |                                       |                                       |                                       |                                      |                                      |                                              |                                              |                                              |                                              |                                              |                                              |                                        |                                        | Karl Anton August von Schleswig-Holstein-Sonderburg-Beck (1727–1759)       | Karl Anton August von Schleswig-Holstein-Sonderburg-Beck (1727–1759)       | Karl Anton August von Schleswig-Holstein-Sonderburg-Beck (1727–1759)       | Karl Anton August von Schleswig-Holstein-Sonderburg-Beck (1727–1759)       | Karl Anton August von Schleswig-Holstein-Sonderburg-Beck (1727–1759)       | Karl Anton August von Schleswig-Holstein-Sonderburg-Beck (1727–1759)       |
|                                                |                                                |                                                |                                                |                                                           |                                                           |                                                           |                                                           |                                                               |                                                               |                                                               |                                                               |                                                               |                                                               |                                                            |                                                            |                                                            |                                                            |                                                            |                                                            |                                                          |                                                          |                                                          |                                                          |                                                          |                                                          |                                         |                                         |                                                             |                                                             |                                                             |                                                             |                                                             |                                                             |                                                   |                                                   |                                                   |                                                   |                                           |                                           |                                                    |                                                    |                                                    |                                                    |                                                    |                                                    |                                       |                                       |                                       |                                       |                                      |                                      |                                              |                                              |                                              |                                              |                                              |                                              |                                        |                                        |                                                                            |                                                                            |                                                                            |                                                                            |                                                                            |                                                                            |
|                                                |                                                |                                                |                                                |                                                           |                                                           |                                                           |                                                           |                                                               |                                                               |                                                               |                                                               |                                                               |                                                               |                                                            |                                                            |                                                            |                                                            |                                                            |                                                            |                                                          |                                                          |                                                          |                                                          |                                                          |                                                          |                                         |                                         |                                                             |                                                             |                                                             |                                                             |                                                             |                                                             |                                                   |                                                   |                                                   |                                                   |                                           |                                           |                                                    |                                                    |                                                    |                                                    |                                                    |                                                    |                                       |                                       |                                       |                                       |                                      |                                      |                                              |                                              |                                              |                                              |                                              |                                              |                                        |                                        |                                                                            |                                                                            |                                                                            |                                                                            |                                                                            |                                                                            |
| Friedrich Ludwig von Hannover (1707–1751)      | Friedrich Ludwig von Hannover (1707–1751)      | Friedrich Ludwig von Hannover (1707–1751)      | Friedrich Ludwig von Hannover (1707–1751)      | Friedrich Ludwig von Hannover (1707–1751)                 | Friedrich Ludwig von Hannover (1707–1751)                 |                                                           |                                                           | Louise von Großbritannien (1724–1751)                         | Louise von Großbritannien (1724–1751)                         | Louise von Großbritannien (1724–1751)                         | Louise von Großbritannien (1724–1751)                         | Louise von Großbritannien (1724–1751)                         | Louise von Großbritannien (1724–1751)                         |                                                            |                                                            |                                                            |                                                            |                                                            |                                                            | Friedrich V. (1723–1766) K: 1746–1766 König von Norwegen | Friedrich V. (1723–1766) K: 1746–1766 König von Norwegen | Friedrich V. (1723–1766) K: 1746–1766 König von Norwegen | Friedrich V. (1723–1766) K: 1746–1766 König von Norwegen | Friedrich V. (1723–1766) K: 1746–1766 König von Norwegen | Friedrich V. (1723–1766) K: 1746–1766 König von Norwegen |                                         |                                         |                                                             |                                                             |                                                             |                                                             | Juliane von Braunschweig-Wolfenbüttel (1729–1796)           | Juliane von Braunschweig-Wolfenbüttel (1729–1796)           | Juliane von Braunschweig-Wolfenbüttel (1729–1796) | Juliane von Braunschweig-Wolfenbüttel (1729–1796) | Juliane von Braunschweig-Wolfenbüttel (1729–1796) | Juliane von Braunschweig-Wolfenbüttel (1729–1796) |                                           |                                           | Landgraf Friedrich II. (Hessen-Kassel) (1720–1785) | Landgraf Friedrich II. (Hessen-Kassel) (1720–1785) | Landgraf Friedrich II. (Hessen-Kassel) (1720–1785) | Landgraf Friedrich II. (Hessen-Kassel) (1720–1785) | Landgraf Friedrich II. (Hessen-Kassel) (1720–1785) | Landgraf Friedrich II. (Hessen-Kassel) (1720–1785) |                                       |                                       | Maria von Großbritannien (1723–1772)  | Maria von Großbritannien (1723–1772)  | Maria von Großbritannien (1723–1772) | Maria von Großbritannien (1723–1772) | Maria von Großbritannien (1723–1772)         | Maria von Großbritannien (1723–1772)         |                                              |                                              |                                              |                                              |                                        |                                        | Friedrich Karl Ludwig von Schleswig-Holstein-Sonderburg-Beck (1757–1816)   | Friedrich Karl Ludwig von Schleswig-Holstein-Sonderburg-Beck (1757–1816)   | Friedrich Karl Ludwig von Schleswig-Holstein-Sonderburg-Beck (1757–1816)   | Friedrich Karl Ludwig von Schleswig-Holstein-Sonderburg-Beck (1757–1816)   | Friedrich Karl Ludwig von Schleswig-Holstein-Sonderburg-Beck (1757–1816)   | Friedrich Karl Ludwig von Schleswig-Holstein-Sonderburg-Beck (1757–1816)   |
| Friedrich Ludwig von Hannover (1707–1751)      | Friedrich Ludwig von Hannover (1707–1751)      | Friedrich Ludwig von Hannover (1707–1751)      | Friedrich Ludwig von Hannover (1707–1751)      | Friedrich Ludwig von Hannover (1707–1751)                 | Friedrich Ludwig von Hannover (1707–1751)                 |                                                           |                                                           | Louise von Großbritannien (1724–1751)                         | Louise von Großbritannien (1724–1751)                         | Louise von Großbritannien (1724–1751)                         | Louise von Großbritannien (1724–1751)                         | Louise von Großbritannien (1724–1751)                         | Louise von Großbritannien (1724–1751)                         |                                                            |                                                            |                                                            |                                                            |                                                            |                                                            | Friedrich V. (1723–1766) K: 1746–1766 König von Norwegen | Friedrich V. (1723–1766) K: 1746–1766 König von Norwegen | Friedrich V. (1723–1766) K: 1746–1766 König von Norwegen | Friedrich V. (1723–1766) K: 1746–1766 König von Norwegen | Friedrich V. (1723–1766) K: 1746–1766 König von Norwegen | Friedrich V. (1723–1766) K: 1746–1766 König von Norwegen |                                         |                                         |                                                             |                                                             |                                                             |                                                             | Juliane von Braunschweig-Wolfenbüttel (1729–1796)           | Juliane von Braunschweig-Wolfenbüttel (1729–1796)           | Juliane von Braunschweig-Wolfenbüttel (1729–1796) | Juliane von Braunschweig-Wolfenbüttel (1729–1796) | Juliane von Braunschweig-Wolfenbüttel (1729–1796) | Juliane von Braunschweig-Wolfenbüttel (1729–1796) |                                           |                                           | Landgraf Friedrich II. (Hessen-Kassel) (1720–1785) | Landgraf Friedrich II. (Hessen-Kassel) (1720–1785) | Landgraf Friedrich II. (Hessen-Kassel) (1720–1785) | Landgraf Friedrich II. (Hessen-Kassel) (1720–1785) | Landgraf Friedrich II. (Hessen-Kassel) (1720–1785) | Landgraf Friedrich II. (Hessen-Kassel) (1720–1785) |                                       |                                       | Maria von Großbritannien (1723–1772)  | Maria von Großbritannien (1723–1772)  | Maria von Großbritannien (1723–1772) | Maria von Großbritannien (1723–1772) | Maria von Großbritannien (1723–1772)         | Maria von Großbritannien (1723–1772)         |                                              |                                              |                                              |                                              |                                        |                                        | Friedrich Karl Ludwig von Schleswig-Holstein-Sonderburg-Beck (1757–1816)   | Friedrich Karl Ludwig von Schleswig-Holstein-Sonderburg-Beck (1757–1816)   | Friedrich Karl Ludwig von Schleswig-Holstein-Sonderburg-Beck (1757–1816)   | Friedrich Karl Ludwig von Schleswig-Holstein-Sonderburg-Beck (1757–1816)   | Friedrich Karl Ludwig von Schleswig-Holstein-Sonderburg-Beck (1757–1816)   | Friedrich Karl Ludwig von Schleswig-Holstein-Sonderburg-Beck (1757–1816)   |
|                                                |                                                |                                                |                                                |                                                           |                                                           |                                                           |                                                           |                                                               |                                                               |                                                               |                                                               |                                                               |                                                               |                                                            |                                                            |                                                            |                                                            |                                                            |                                                            |                                                          |                                                          |                                                          |                                                          |                                                          |                                                          |                                         |                                         |                                                             |                                                             |                                                             |                                                             |                                                             |                                                             |                                                   |                                                   |                                                   |                                                   |                                           |                                           |                                                    |                                                    |                                                    |                                                    |                                                    |                                                    |                                       |                                       |                                       |                                       |                                      |                                      |                                              |                                              |                                              |                                              |                                              |                                              |                                        |                                        |                                                                            |                                                                            |                                                                            |                                                                            |                                                                            |                                                                            |
|                                                |                                                |                                                |                                                |                                                           |                                                           |                                                           |                                                           |                                                               |                                                               |                                                               |                                                               |                                                               |                                                               |                                                            |                                                            |                                                            |                                                            |                                                            |                                                            |                                                          |                                                          |                                                          |                                                          |                                                          |                                                          |                                         |                                         |                                                             |                                                             |                                                             |                                                             |                                                             |                                                             |                                                   |                                                   |                                                   |                                                   |                                           |                                           |                                                    |                                                    |                                                    |                                                    |                                                    |                                                    |                                       |                                       |                                       |                                       |                                      |                                      |                                              |                                              |                                              |                                              |                                              |                                              |                                        |                                        |                                                                            |                                                                            |                                                                            |                                                                            |                                                                            |                                                                            |
|                                                |                                                |                                                |                                                |                                                           |                                                           |                                                           |                                                           |                                                               |                                                               |                                                               |                                                               |                                                               |                                                               |                                                            |                                                            |                                                            |                                                            |                                                            |                                                            |                                                          |                                                          |                                                          |                                                          |                                                          |                                                          |                                         |                                         |                                                             |                                                             |                                                             |                                                             |                                                             |                                                             |                                                   |                                                   |                                                   |                                                   |                                           |                                           |                                                    |                                                    |                                                    |                                                    |                                                    |                                                    |                                       |                                       |                                       |                                       |                                      |                                      |                                              |                                              |                                              |                                              |                                              |                                              |                                        |                                        |                                                                            |                                                                            |                                                                            |                                                                            |                                                                            |                                                                            |
|                                                |                                                |                                                |                                                |                                                           |                                                           |                                                           |                                                           |                                                               |                                                               |                                                               |                                                               |                                                               |                                                               |                                                            |                                                            |                                                            |                                                            |                                                            |                                                            |                                                          |                                                          |                                                          |                                                          |                                                          |                                                          |                                         |                                         |                                                             |                                                             |                                                             |                                                             |                                                             |                                                             |                                                   |                                                   |                                                   |                                                   |                                           |                                           |                                                    |                                                    |                                                    |                                                    |                                                    |                                                    |                                       |                                       |                                       |                                       |                                      |                                      |                                              |                                              |                                              |                                              |                                              |                                              |                                        |                                        |                                                                            |                                                                            |                                                                            |                                                                            |                                                                            |                                                                            |
| Caroline Mathilde (1751–1775)                  | Caroline Mathilde (1751–1775)                  | Caroline Mathilde (1751–1775)                  | Caroline Mathilde (1751–1775)                  | Caroline Mathilde (1751–1775)                             | Caroline Mathilde (1751–1775)                             |                                                           |                                                           |                                                               |                                                               |                                                               |                                                               |                                                               |                                                               | Christian VII. (1749–1808) K: 1766–1808 König von Norwegen | Christian VII. (1749–1808) K: 1766–1808 König von Norwegen | Christian VII. (1749–1808) K: 1766–1808 König von Norwegen | Christian VII. (1749–1808) K: 1766–1808 König von Norwegen | Christian VII. (1749–1808) K: 1766–1808 König von Norwegen | Christian VII. (1749–1808) K: 1766–1808 König von Norwegen |                                                          |                                                          |                                                          |                                                          | Friedrich von Dänemark (1753–1805)                       | Friedrich von Dänemark (1753–1805)                       | Friedrich von Dänemark (1753–1805)      | Friedrich von Dänemark (1753–1805)      | Friedrich von Dänemark (1753–1805)                          | Friedrich von Dänemark (1753–1805)                          |                                                             |                                                             | Sophie Friederike von Mecklenburg (1758–1794)               | Sophie Friederike von Mecklenburg (1758–1794)               | Sophie Friederike von Mecklenburg (1758–1794)     | Sophie Friederike von Mecklenburg (1758–1794)     | Sophie Friederike von Mecklenburg (1758–1794)     | Sophie Friederike von Mecklenburg (1758–1794)     |                                           |                                           | Friedrich von Hessen-Kassel (1747–1837)            | Friedrich von Hessen-Kassel (1747–1837)            | Friedrich von Hessen-Kassel (1747–1837)            | Friedrich von Hessen-Kassel (1747–1837)            | Friedrich von Hessen-Kassel (1747–1837)            | Friedrich von Hessen-Kassel (1747–1837)            |                                       |                                       | Karl von Hessen-Kassel (1744–1836)    | Karl von Hessen-Kassel (1744–1836)    | Karl von Hessen-Kassel (1744–1836)   | Karl von Hessen-Kassel (1744–1836)   | Karl von Hessen-Kassel (1744–1836)           | Karl von Hessen-Kassel (1744–1836)           |                                              |                                              | Louise von Dänemark (1750–1831)              | Louise von Dänemark (1750–1831)              | Louise von Dänemark (1750–1831)        | Louise von Dänemark (1750–1831)        | Louise von Dänemark (1750–1831)                                            | Louise von Dänemark (1750–1831)                                            |                                                                            |                                                                            |                                                                            |                                                                            |
| Caroline Mathilde (1751–1775)                  | Caroline Mathilde (1751–1775)                  | Caroline Mathilde (1751–1775)                  | Caroline Mathilde (1751–1775)                  | Caroline Mathilde (1751–1775)                             | Caroline Mathilde (1751–1775)                             |                                                           |                                                           |                                                               |                                                               |                                                               |                                                               |                                                               |                                                               | Christian VII. (1749–1808) K: 1766–1808 König von Norwegen | Christian VII. (1749–1808) K: 1766–1808 König von Norwegen | Christian VII. (1749–1808) K: 1766–1808 König von Norwegen | Christian VII. (1749–1808) K: 1766–1808 König von Norwegen | Christian VII. (1749–1808) K: 1766–1808 König von Norwegen | Christian VII. (1749–1808) K: 1766–1808 König von Norwegen |                                                          |                                                          |                                                          |                                                          | Friedrich von Dänemark (1753–1805)                       | Friedrich von Dänemark (1753–1805)                       | Friedrich von Dänemark (1753–1805)      | Friedrich von Dänemark (1753–1805)      | Friedrich von Dänemark (1753–1805)                          | Friedrich von Dänemark (1753–1805)                          |                                                             |                                                             | Sophie Friederike von Mecklenburg (1758–1794)               | Sophie Friederike von Mecklenburg (1758–1794)               | Sophie Friederike von Mecklenburg (1758–1794)     | Sophie Friederike von Mecklenburg (1758–1794)     | Sophie Friederike von Mecklenburg (1758–1794)     | Sophie Friederike von Mecklenburg (1758–1794)     |                                           |                                           | Friedrich von Hessen-Kassel (1747–1837)            | Friedrich von Hessen-Kassel (1747–1837)            | Friedrich von Hessen-Kassel (1747–1837)            | Friedrich von Hessen-Kassel (1747–1837)            | Friedrich von Hessen-Kassel (1747–1837)            | Friedrich von Hessen-Kassel (1747–1837)            |                                       |                                       | Karl von Hessen-Kassel (1744–1836)    | Karl von Hessen-Kassel (1744–1836)    | Karl von Hessen-Kassel (1744–1836)   | Karl von Hessen-Kassel (1744–1836)   | Karl von Hessen-Kassel (1744–1836)           | Karl von Hessen-Kassel (1744–1836)           |                                              |                                              | Louise von Dänemark (1750–1831)              | Louise von Dänemark (1750–1831)              | Louise von Dänemark (1750–1831)        | Louise von Dänemark (1750–1831)        | Louise von Dänemark (1750–1831)                                            | Louise von Dänemark (1750–1831)                                            |                                                                            |                                                                            |                                                                            |                                                                            |
|                                                |                                                |                                                |                                                |                                                           |                                                           |                                                           |                                                           |                                                               |                                                               |                                                               |                                                               |                                                               |                                                               |                                                            |                                                            |                                                            |                                                            |                                                            |                                                            |                                                          |                                                          |                                                          |                                                          |                                                          |                                                          |                                         |                                         |                                                             |                                                             |                                                             |                                                             |                                                             |                                                             |                                                   |                                                   |                                                   |                                                   |                                           |                                           |                                                    |                                                    |                                                    |                                                    |                                                    |                                                    |                                       |                                       |                                       |                                       |                                      |                                      |                                              |                                              |                                              |                                              |                                              |                                              |                                        |                                        |                                                                            |                                                                            |                                                                            |                                                                            |                                                                            |                                                                            |
|                                                |                                                |                                                |                                                |                                                           |                                                           |                                                           |                                                           |                                                               |                                                               |                                                               |                                                               |                                                               |                                                               |                                                            |                                                            |                                                            |                                                            |                                                            |                                                            |                                                          |                                                          |                                                          |                                                          |                                                          |                                                          |                                         |                                         |                                                             |                                                             |                                                             |                                                             |                                                             |                                                             |                                                   |                                                   |                                                   |                                                   |                                           |                                           |                                                    |                                                    |                                                    |                                                    |                                                    |                                                    |                                       |                                       |                                       |                                       |                                      |                                      |                                              |                                              |                                              |                                              |                                              |                                              |                                        |                                        |                                                                            |                                                                            |                                                                            |                                                                            |                                                                            |                                                                            |
|                                                |                                                |                                                |                                                |                                                           |                                                           |                                                           |                                                           |                                                               |                                                               |                                                               |                                                               |                                                               |                                                               |                                                            |                                                            |                                                            |                                                            |                                                            |                                                            |                                                          |                                                          |                                                          |                                                          |                                                          |                                                          |                                         |                                         |                                                             |                                                             |                                                             |                                                             |                                                             |                                                             |                                                   |                                                   |                                                   |                                                   |                                           |                                           |                                                    |                                                    |                                                    |                                                    |                                                    |                                                    |                                       |                                       |                                       |                                       |                                      |                                      |                                              |                                              |                                              |                                              |                                              |                                              |                                        |                                        |                                                                            |                                                                            |                                                                            |                                                                            |                                                                            |                                                                            |
|                                                |                                                |                                                |                                                |                                                           |                                                           |                                                           |                                                           |                                                               |                                                               |                                                               |                                                               |                                                               |                                                               |                                                            |                                                            |                                                            |                                                            |                                                            |                                                            |                                                          |                                                          |                                                          |                                                          |                                                          |                                                          |                                         |                                         |                                                             |                                                             |                                                             |                                                             |                                                             |                                                             |                                                   |                                                   |                                                   |                                                   |                                           |                                           |                                                    |                                                    |                                                    |                                                    |                                                    |                                                    |                                       |                                       |                                       |                                       |                                      |                                      |                                              |                                              |                                              |                                              |                                              |                                              |                                        |                                        |                                                                            |                                                                            |                                                                            |                                                                            |                                                                            |                                                                            |
|                                                |                                                |                                                |                                                | Friedrich VI. (1768–1839) K: 1808–1839 König von Norwegen | Friedrich VI. (1768–1839) K: 1808–1839 König von Norwegen | Friedrich VI. (1768–1839) K: 1808–1839 König von Norwegen | Friedrich VI. (1768–1839) K: 1808–1839 König von Norwegen | Friedrich VI. (1768–1839) K: 1808–1839 König von Norwegen     | Friedrich VI. (1768–1839) K: 1808–1839 König von Norwegen     |                                                               |                                                               | Marie von Hessen-Kassel (1767–1852)                           | Marie von Hessen-Kassel (1767–1852)                           | Marie von Hessen-Kassel (1767–1852)                        | Marie von Hessen-Kassel (1767–1852)                        | Marie von Hessen-Kassel (1767–1852)                        | Marie von Hessen-Kassel (1767–1852)                        |                                                            |                                                            | Charlotte Friederike zu Mecklenburg (1784–1840)          | Charlotte Friederike zu Mecklenburg (1784–1840)          | Charlotte Friederike zu Mecklenburg (1784–1840)          | Charlotte Friederike zu Mecklenburg (1784–1840)          | Charlotte Friederike zu Mecklenburg (1784–1840)          | Charlotte Friederike zu Mecklenburg (1784–1840)          |                                         |                                         | Christian VIII. (1786–1848) K: 1839–1848 König von Norwegen | Christian VIII. (1786–1848) K: 1839–1848 König von Norwegen | Christian VIII. (1786–1848) K: 1839–1848 König von Norwegen | Christian VIII. (1786–1848) K: 1839–1848 König von Norwegen | Christian VIII. (1786–1848) K: 1839–1848 König von Norwegen | Christian VIII. (1786–1848) K: 1839–1848 König von Norwegen |                                                   |                                                   | Louise Charlotte von Dänemark (1789–1864)         | Louise Charlotte von Dänemark (1789–1864)         | Louise Charlotte von Dänemark (1789–1864) | Louise Charlotte von Dänemark (1789–1864) | Louise Charlotte von Dänemark (1789–1864)          | Louise Charlotte von Dänemark (1789–1864)          |                                                    |                                                    | Wilhelm von Hessen-Kassel (1787–1867)              | Wilhelm von Hessen-Kassel (1787–1867)              | Wilhelm von Hessen-Kassel (1787–1867) | Wilhelm von Hessen-Kassel (1787–1867) | Wilhelm von Hessen-Kassel (1787–1867) | Wilhelm von Hessen-Kassel (1787–1867) |                                      |                                      | Luise Karoline von Hessen-Kassel (1789–1867) | Luise Karoline von Hessen-Kassel (1789–1867) | Luise Karoline von Hessen-Kassel (1789–1867) | Luise Karoline von Hessen-Kassel (1789–1867) | Luise Karoline von Hessen-Kassel (1789–1867) | Luise Karoline von Hessen-Kassel (1789–1867) |                                        |                                        | Friedrich Wilhelm von Schleswig-Holstein-Sonderburg-Glücksburg (1785–1831) | Friedrich Wilhelm von Schleswig-Holstein-Sonderburg-Glücksburg (1785–1831) | Friedrich Wilhelm von Schleswig-Holstein-Sonderburg-Glücksburg (1785–1831) | Friedrich Wilhelm von Schleswig-Holstein-Sonderburg-Glücksburg (1785–1831) | Friedrich Wilhelm von Schleswig-Holstein-Sonderburg-Glücksburg (1785–1831) | Friedrich Wilhelm von Schleswig-Holstein-Sonderburg-Glücksburg (1785–1831) |
|                                                |                                                |                                                |                                                | Friedrich VI. (1768–1839) K: 1808–1839 König von Norwegen | Friedrich VI. (1768–1839) K: 1808–1839 König von Norwegen | Friedrich VI. (1768–1839) K: 1808–1839 König von Norwegen | Friedrich VI. (1768–1839) K: 1808–1839 König von Norwegen | Friedrich VI. (1768–1839) K: 1808–1839 König von Norwegen     | Friedrich VI. (1768–1839) K: 1808–1839 König von Norwegen     |                                                               |                                                               | Marie von Hessen-Kassel (1767–1852)                           | Marie von Hessen-Kassel (1767–1852)                           | Marie von Hessen-Kassel (1767–1852)                        | Marie von Hessen-Kassel (1767–1852)                        | Marie von Hessen-Kassel (1767–1852)                        | Marie von Hessen-Kassel (1767–1852)                        |                                                            |                                                            | Charlotte Friederike zu Mecklenburg (1784–1840)          | Charlotte Friederike zu Mecklenburg (1784–1840)          | Charlotte Friederike zu Mecklenburg (1784–1840)          | Charlotte Friederike zu Mecklenburg (1784–1840)          | Charlotte Friederike zu Mecklenburg (1784–1840)          | Charlotte Friederike zu Mecklenburg (1784–1840)          |                                         |                                         | Christian VIII. (1786–1848) K: 1839–1848 König von Norwegen | Christian VIII. (1786–1848) K: 1839–1848 König von Norwegen | Christian VIII. (1786–1848) K: 1839–1848 König von Norwegen | Christian VIII. (1786–1848) K: 1839–1848 König von Norwegen | Christian VIII. (1786–1848) K: 1839–1848 König von Norwegen | Christian VIII. (1786–1848) K: 1839–1848 König von Norwegen |                                                   |                                                   | Louise Charlotte von Dänemark (1789–1864)         | Louise Charlotte von Dänemark (1789–1864)         | Louise Charlotte von Dänemark (1789–1864) | Louise Charlotte von Dänemark (1789–1864) | Louise Charlotte von Dänemark (1789–1864)          | Louise Charlotte von Dänemark (1789–1864)          |                                                    |                                                    | Wilhelm von Hessen-Kassel (1787–1867)              | Wilhelm von Hessen-Kassel (1787–1867)              | Wilhelm von Hessen-Kassel (1787–1867) | Wilhelm von Hessen-Kassel (1787–1867) | Wilhelm von Hessen-Kassel (1787–1867) | Wilhelm von Hessen-Kassel (1787–1867) |                                      |                                      | Luise Karoline von Hessen-Kassel (1789–1867) | Luise Karoline von Hessen-Kassel (1789–1867) | Luise Karoline von Hessen-Kassel (1789–1867) | Luise Karoline von Hessen-Kassel (1789–1867) | Luise Karoline von Hessen-Kassel (1789–1867) | Luise Karoline von Hessen-Kassel (1789–1867) |                                        |                                        | Friedrich Wilhelm von Schleswig-Holstein-Sonderburg-Glücksburg (1785–1831) | Friedrich Wilhelm von Schleswig-Holstein-Sonderburg-Glücksburg (1785–1831) | Friedrich Wilhelm von Schleswig-Holstein-Sonderburg-Glücksburg (1785–1831) | Friedrich Wilhelm von Schleswig-Holstein-Sonderburg-Glücksburg (1785–1831) | Friedrich Wilhelm von Schleswig-Holstein-Sonderburg-Glücksburg (1785–1831) | Friedrich Wilhelm von Schleswig-Holstein-Sonderburg-Glücksburg (1785–1831) |
|                                                |                                                |                                                |                                                |                                                           |                                                           |                                                           |                                                           |                                                               |                                                               |                                                               |                                                               |                                                               |                                                               |                                                            |                                                            |                                                            |                                                            |                                                            |                                                            |                                                          |                                                          |                                                          |                                                          |                                                          |                                                          |                                         |                                         |                                                             |                                                             |                                                             |                                                             |                                                             |                                                             |                                                   |                                                   |                                                   |                                                   |                                           |                                           |                                                    |                                                    |                                                    |                                                    |                                                    |                                                    |                                       |                                       |                                       |                                       |                                      |                                      |                                              |                                              |                                              |                                              |                                              |                                              |                                        |                                        |                                                                            |                                                                            |                                                                            |                                                                            |                                                                            |                                                                            |
|                                                |                                                |                                                |                                                |                                                           |                                                           |                                                           |                                                           |                                                               |                                                               |                                                               |                                                               |                                                               |                                                               |                                                            |                                                            |                                                            |                                                            |                                                            |                                                            |                                                          |                                                          |                                                          |                                                          |                                                          |                                                          |                                         |                                         |                                                             |                                                             |                                                             |                                                             |                                                             |                                                             |                                                   |                                                   |                                                   |                                                   |                                           |                                           |                                                    |                                                    |                                                    |                                                    |                                                    |                                                    |                                       |                                       |                                       |                                       |                                      |                                      |                                              |                                              |                                              |                                              |                                              |                                              |                                        |                                        |                                                                            |                                                                            |                                                                            |                                                                            |                                                                            |                                                                            |
|                                                |                                                |                                                |                                                |                                                           |                                                           |                                                           |                                                           |                                                               |                                                               |                                                               |                                                               |                                                               |                                                               |                                                            |                                                            |                                                            |                                                            |                                                            |                                                            |                                                          |                                                          |                                                          |                                                          |                                                          |                                                          |                                         |                                         |                                                             |                                                             |                                                             |                                                             |                                                             |                                                             |                                                   |                                                   |                                                   |                                                   |                                           |                                           |                                                    |                                                    |                                                    |                                                    |                                                    |                                                    |                                       |                                       |                                       |                                       |                                      |                                      |                                              |                                              |                                              |                                              |                                              |                                              |                                        |                                        |                                                                            |                                                                            |                                                                            |                                                                            |                                                                            |                                                                            |
|                                                |                                                |                                                |                                                |                                                           |                                                           |                                                           |                                                           |                                                               |                                                               |                                                               |                                                               |                                                               |                                                               |                                                            |                                                            |                                                            |                                                            |                                                            |                                                            |                                                          |                                                          |                                                          |                                                          |                                                          |                                                          |                                         |                                         |                                                             |                                                             |                                                             |                                                             |                                                             |                                                             |                                                   |                                                   |                                                   |                                                   |                                           |                                           |                                                    |                                                    |                                                    |                                                    |                                                    |                                                    |                                       |                                       |                                       |                                       |                                      |                                      |                                              |                                              |                                              |                                              |                                              |                                              |                                        |                                        |                                                                            |                                                                            |                                                                            |                                                                            |                                                                            |                                                                            |
|                                                |                                                |                                                |                                                |                                                           |                                                           |                                                           |                                                           | Karl von Schleswig-Holstein-Sonderburg-Glücksburg (1813–1878) | Karl von Schleswig-Holstein-Sonderburg-Glücksburg (1813–1878) | Karl von Schleswig-Holstein-Sonderburg-Glücksburg (1813–1878) | Karl von Schleswig-Holstein-Sonderburg-Glücksburg (1813–1878) | Karl von Schleswig-Holstein-Sonderburg-Glücksburg (1813–1878) | Karl von Schleswig-Holstein-Sonderburg-Glücksburg (1813–1878) |                                                            |                                                            | Wilhelmine (1808–1891)                                     | Wilhelmine (1808–1891)                                     | Wilhelmine (1808–1891)                                     | Wilhelmine (1808–1891)                                     | Wilhelmine (1808–1891)                                   | Wilhelmine (1808–1891)                                   |                                                          |                                                          | Friedrich VII. (1808–1863) K: 1848–1863                  | Friedrich VII. (1808–1863) K: 1848–1863                  | Friedrich VII. (1808–1863) K: 1848–1863 | Friedrich VII. (1808–1863) K: 1848–1863 | Friedrich VII. (1808–1863) K: 1848–1863                     | Friedrich VII. (1808–1863) K: 1848–1863                     |                                                             |                                                             |                                                             |                                                             |                                                   |                                                   |                                                   |                                                   |                                           |                                           | Louise von Hessen (1817–1898)                      | Louise von Hessen (1817–1898)                      | Louise von Hessen (1817–1898)                      | Louise von Hessen (1817–1898)                      | Louise von Hessen (1817–1898)                      | Louise von Hessen (1817–1898)                      |                                       |                                       |                                       |                                       |                                      |                                      |                                              |                                              |                                              |                                              | Christian IX. (1818–1906) K: 1863–1906       | Christian IX. (1818–1906) K: 1863–1906       | Christian IX. (1818–1906) K: 1863–1906 | Christian IX. (1818–1906) K: 1863–1906 | Christian IX. (1818–1906) K: 1863–1906                                     | Christian IX. (1818–1906) K: 1863–1906                                     |                                                                            |                                                                            |                                                                            |                                                                            |
|                                                |                                                |                                                |                                                |                                                           |                                                           |                                                           |                                                           | Karl von Schleswig-Holstein-Sonderburg-Glücksburg (1813–1878) | Karl von Schleswig-Holstein-Sonderburg-Glücksburg (1813–1878) | Karl von Schleswig-Holstein-Sonderburg-Glücksburg (1813–1878) | Karl von Schleswig-Holstein-Sonderburg-Glücksburg (1813–1878) | Karl von Schleswig-Holstein-Sonderburg-Glücksburg (1813–1878) | Karl von Schleswig-Holstein-Sonderburg-Glücksburg (1813–1878) |                                                            |                                                            | Wilhelmine (1808–1891)                                     | Wilhelmine (1808–1891)                                     | Wilhelmine (1808–1891)                                     | Wilhelmine (1808–1891)                                     | Wilhelmine (1808–1891)                                   | Wilhelmine (1808–1891)                                   |                                                          |                                                          | Friedrich VII. (1808–1863) K: 1848–1863                  | Friedrich VII. (1808–1863) K: 1848–1863                  | Friedrich VII. (1808–1863) K: 1848–1863 | Friedrich VII. (1808–1863) K: 1848–1863 | Friedrich VII. (1808–1863) K: 1848–1863                     | Friedrich VII. (1808–1863) K: 1848–1863                     |                                                             |                                                             |                                                             |                                                             |                                                   |                                                   |                                                   |                                                   |                                           |                                           | Louise von Hessen (1817–1898)                      | Louise von Hessen (1817–1898)                      | Louise von Hessen (1817–1898)                      | Louise von Hessen (1817–1898)                      | Louise von Hessen (1817–1898)                      | Louise von Hessen (1817–1898)                      |                                       |                                       |                                       |                                       |                                      |                                      |                                              |                                              |                                              |                                              | Christian IX. (1818–1906) K: 1863–1906       | Christian IX. (1818–1906) K: 1863–1906       | Christian IX. (1818–1906) K: 1863–1906 | Christian IX. (1818–1906) K: 1863–1906 | Christian IX. (1818–1906) K: 1863–1906                                     | Christian IX. (1818–1906) K: 1863–1906                                     |                                                                            |                                                                            |                                                                            |                                                                            |

#### Ernennung zum Thronfolger
Endgültige Einigung über die Erbfolge brachte erst das Londoner Protokoll von 1852, das Christian zum Erben der dänischen Monarchie ernannte. Das Protokoll brachte damit das Haus Schleswig-Holstein-Sonderburg-Glücksburg auf den Thron, dessen Ansprüche auf Louise von Hessen, der Ehefrau von Christian, beruhten. Als Thronfolger wurde ihm der Titel Prinz von Dänemark mit Prädikat der Hoheit verliehen.
Die Ernennung von Prinz Christian zum Thronfolger stieß jedoch nicht auf ungeteilte Begeisterung. Sein Verhältnis zum König war kühl, teils weil der exzentrische und schillernde König Friedrich VII. den geradlinigen Militärprinzen nicht mochte und lieber seinen ältesten Sohn, den jungen Prinzen Friedrich, an seine Stelle treten sah, teils weil Prinz Christian und Prinzessin Louise sich offen gegen die dritte morganatische Ehefrau des Königs, die Gräfin Danner, zeigten. Auch politisch hatte Prinz Christian während seiner Amtszeit als Thronfolger wenig Einfluss. Dies lag teilweise am Misstrauen der Gräfin Danner, teilweise an Christians vermeintlichem Konservatismus, der ihm das Misstrauen der einflussreichen Nationalliberalen Partei einbrachte. Erst 1856 sicherte ihm der Politiker Carl Christoffer Georg Andræ, dem sich Prinz Christian immer verbunden fühlte, einen Sitz im Staatsrat.

### Erste Regierungsjahre

#### Thronbesteigung

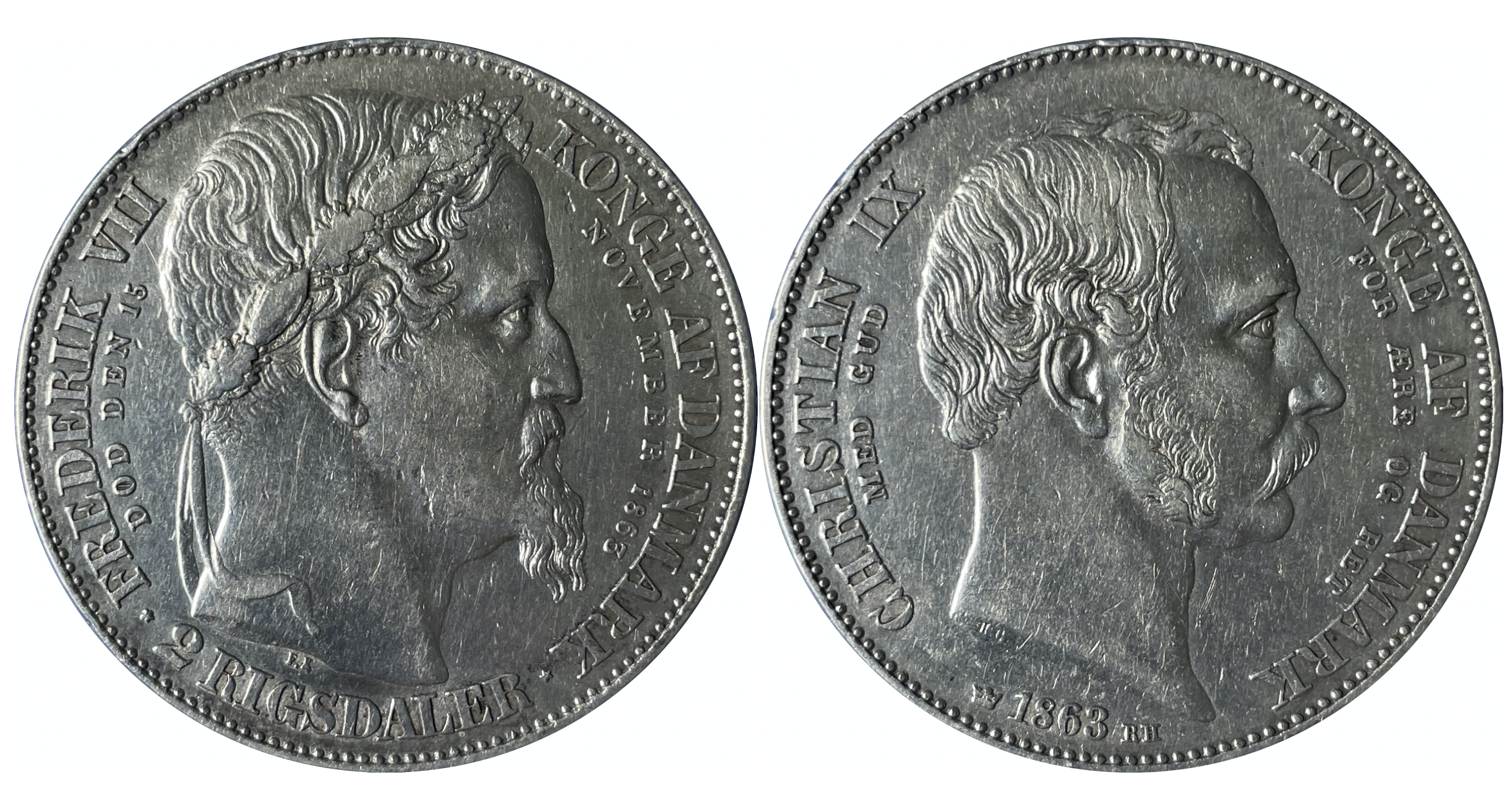
2 Reichstaler-Münze aus dem Jahr 1863: Tod Friedrichs VII. und Thronbesteigung Christians IX.

Während der letzten Lebensjahre vom König Friedrich VII. verschlechterte sich sein Gesundheitszustand zunehmend, und im Herbst 1863 wurde er während eines Besuchs auf der Grenzbefestigungsanlage Danewerk von einer schweren Erkältung befallen, die sich nach seiner Rückkehr auf Schloss Glücksburg in Wundrose entwickelte. Als er nach kurzer Krankheit am 15. November starb, trat gemäß dem Londoner Protokoll Prinz Christian als König Christian IX. seine Nachfolge an. Sein offizieller Titel lautete König von Dänemark, der Wenden und der Goten, Herzog von Schleswig, Holstein, Stormarn, Dithmarschen, Lauenburg und Oldenburg.

#### Deutsch-Dänischer Krieg

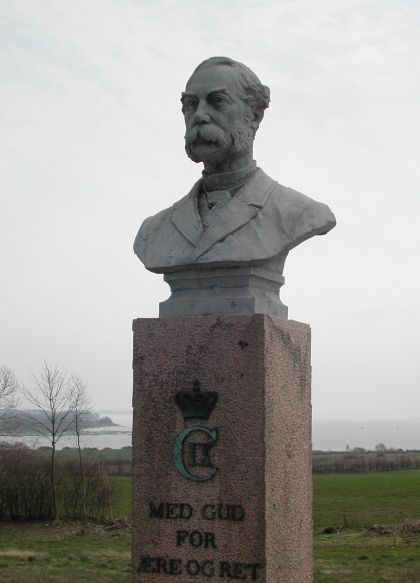
Denkmal bei den Düppeler Schanzen

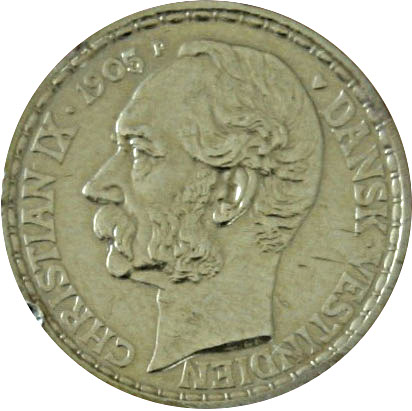
Goldmünze mit Konterfei Christians IX., Ausgabe für Dänisch-Westindien (1905)

Im Londoner Protokoll von 1852 erreichte Dänemark die Anerkennung des Gesamtstaates und die Billigung einer für Dänemark und die Herzogtümer gemeinsamen Erbfolge, musste sich jedoch gegenüber den beiden deutschen Vormächten Preußen und Österreich verpflichten, Schleswig als Lehen Dänemarks nicht näher an das eigentliche Königreich Dänemark zu binden als Holstein, das Mitglied des Deutschen Bundes war. Hierzu verabschiedete die dänische Regierung 1855 die zweisprachige Gesamtstaatsverfassung, nach der die einzelnen Territorien wie Teilstaaten zueinander standen. In Dänemark galt weiterhin das demokratische Grundgesetz von 1849, das jedoch auf der Ebene des Gesamtstaates um die neue Gesamtstaatsverfassung ergänzt wurde. Faktisch führte dies zu einem Nebeneinander von einer konstitutionellen Monarchie in Dänemark und einer Beibehaltung eines paternalistischen Modells mit nach Zensuswahlrecht gewählten Ständeversammlungen in den Herzogtümern. Nach der Ablehnung der Gesamtstaatsverfassung durch die Holsteinische Ständeversammlung sowie durch den Deutschen Bund 1858 galt diese anschließend nur noch in Dänemark und Schleswig, was auf Dauer nicht haltbar schien, weil es den Grundsatz der Gleichbehandlung der Herzogtümer verletzte.
Mit der Berufung des stärker nationalliberal geprägten Orla Lehmann zum dänischen Innenminister im September 1861 wurde die Regierungsarbeit wieder stärker von der Eiderpolitik dominiert. Dies drückte sich nicht zuletzt in der Ausarbeitung der sogenannten Novemberverfassung vom November 1863 aus, die nach der vorherigen Ablehnung der Gesamtstaatsverfassung durch den Deutschen Bund nur noch für Dänemark und Schleswig Gültigkeit haben sollte. Die neue Verfassung bedeutete aber faktisch einen Bruch des Londoner Protokolls von 1852 über das Verhältnis der Herzogtümer innerhalb des Gesamtstaates. Der nach dem Tod von Friedrich VII. neu auf den Thron gekommene Christian IX. befürchtete Konflikte mit Bismarck und zögerte, die neue Verfassung zu unterschreiben. Die öffentliche Meinung in Kopenhagen war jedoch stark von der nationalliberalen Eiderpolitik und dem Skandinavismus geprägt. Entsprechende Demonstranten vor dem Schloss sympathisierten offen mit der Idee eines pan-skandinavischen Staates von der Eider bis zum Nordkap unter dem neuen skandinavistisch gesinnten schwedisch-norwegischen König Karl XV. Nicht zuletzt unter diesem Druck unterschrieb Christian IX. die Novemberverfassung, erklärte jedoch zugleich, die Verantwortung für die neue Verfassung trage allein die nationalliberal geprägte Regierung. Weitere Spannungen gab es in den Herzogtümern selbst, wo sich nach dem Tod von König Friedrich VII. der deutsch-gesinnte Augustenburger Friedrich VIII. von Schleswig-Holstein entgegen dem Londoner Protokoll zum neuen Herzog eines vereinigten Schleswig-Holsteins ausrufen ließ, was jedoch weder in Dänemark noch in Preußen anerkannt wurde.
Wegen der Verabschiedung der Novemberverfassung kam es im Dezember 1863 schließlich zur Bundesexekution gegen die beiden Bundesstaaten Holstein und Lauenburg durch Truppen des Deutschen Bundes. Im Februar 1864 kam es dann trotz der Verurteilung des Deutschen Bundes als nicht rechtsgemäß zum Deutsch-Dänischen Krieg und zur Besetzung Schleswigs (Süderjütlands) und weiter Teile Norderjütlands durch die beiden Großmächte Preußen und Österreich. Die während einer längeren Waffenruhe auf der Londoner Konferenz geführten Verhandlungen über eine mögliche Teilung Schleswigs brachten kein Ergebnis, so dass Dänemark mit dem Wiener Friedensvertrag die Herzogtümer Schleswig, Holstein und Lauenburg an Preußen und Österreich abtreten musste, die die Territorien anschließend in einem gemeinsamen Kondominium verwalteten. Nach dem Deutschen Krieg 1866 wurden Schleswig und Holstein schließlich von Preußen formell annektiert und bildeten seit 1867 zusammen die preußische Provinz Schleswig-Holstein. Da die dänischgesinnte Bevölkerung in Schleswig vielfach Repressalien von Seiten der preußischen Obrigkeit ausgesetzt war, blieb der Wunsch nach einem Anschluss an Dänemark lebendig.
2010 schrieb der dänische Historiker Tom Buk-Swienty über Briefe in der archivierten Privatkorrespondenz des Königs, in denen dieser dem preußischen König Wilhelm I. anbot, Dänemark könne dem Deutschen Bund beitreten. Mit diesem Schritt hoffte Christian IX. nach der Niederlage im Deutsch-Dänischen Krieg die Einheit des Königreichs mitsamt den Herzogtümern Schleswig, Holstein und Lauenburg bewahren zu können. Der preußische Ministerpräsident und Außenminister Otto von Bismarck lehnte jedoch ab.

### Spätere Regierungsjahre

#### Die Jahre des Verfassungskampfes
Die Innenpolitik Dänemarks wurde nach dem Scheitern der nationalliberal dominierten Regierungen unter Carl Christian Hall und Ditlev Gothard Monrad vor dem Deutsch-Dänischen Krieg schließlich bis um 1900 von konservativen Regierungen bestimmt, besonders unter Ministerpräsident J. B. S. Estrup (1875–94); der Einfluss der oppositionellen Liberalen (Venstre) und Sozialdemokraten wuchs währenddessen stark an. 1901 berief Christian IX. eine liberale Regierung, die das parlamentarische Prinzip durchsetzte.

#### Letzte Jahre und Tod

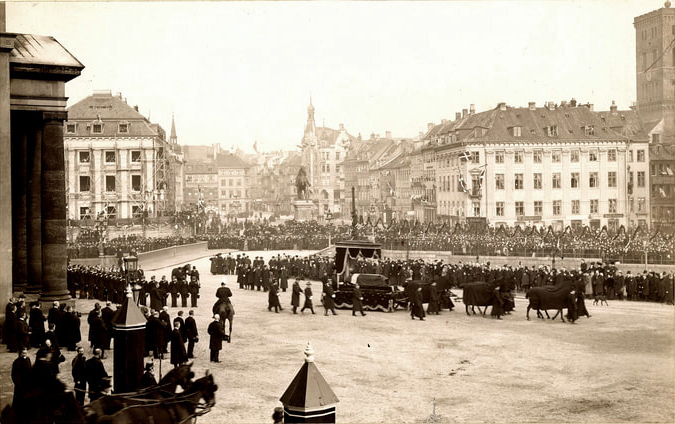
Trauerzug Christians IX. vor der Schlosskirche Christiansborg am 16. Februar 1906.

Königin Louise starb am 29. September 1898 auf Schloss Bernstorff im Alter von 81 Jahren. Christian, der im hohen Alter hohe Popularität genoss, starb am 29. Januar 1906 im Schloss Amalienborg im Alter von 87 Jahren nach einer Regierungszeit von 42 Jahren und 75 Tagen. Nach einer Aufbahrung in einem Castrum doloris in der Schlosskirche von Christiansborg wurde er im Dom zu Roskilde, dem traditionellen Begräbnisort der dänischen Könige auf der Insel Seeland, beigesetzt. Sein 63-jähriger Sohn Friedrich VIII. folgte ihm auf den dänischen Thron.
Nach seinem Tod wurde ein Wettbewerb für einen Doppelsarkophag für ihn und Königin Louise ausgeschrieben, der in der Kapelle Friedrichs V. errichtet werden sollte. Der Wettbewerb wurde vom Kunstler Jens Ferdinand Willumsen gewonnen, aber sein Vorschlag war zu umstritten und wurde nicht angenommen. Stattdessen wurden zwei andere Künstler mit der Aufgabe betraut, der Bildhauer Edvard Eriksen und der Architekt Hack Kampmann. Sie schufen einen großen Sarkophag aus weißem Marmor, flankiert von drei anmutigen Skulpturen, die Erinnerung, Liebe und Trauer symbolisieren.

## Nachkommen

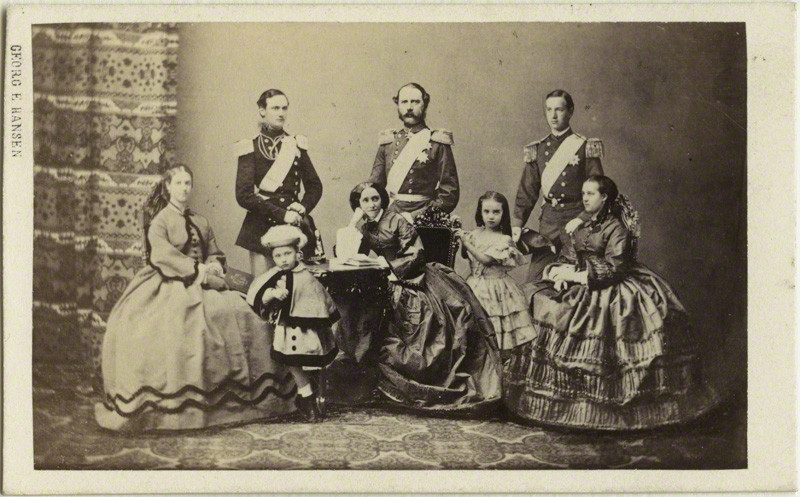
Christian IX. im Kreise seiner Familie
Carte de Visite von Georg Emil Hansen, 1862

Aus der Verbindung König Christians mit Luise von Hessen-Kassel gingen sechs Kinder hervor:
- Friedrich VIII., König von Dänemark (1843–1912) ⚭ Louise von Schweden-Norwegen
- Prinzessin Alexandra (1844–1925) ⚭ Eduard VII., König des Vereinigten Königreichs von Großbritannien und Irland
- Georg I., König von Griechenland (1845–1913) ⚭ Olga Konstantinowna Romanowa
- Prinzessin Dagmar (1847–1928) ⚭ Alexander III., Kaiser von Russland
- Prinzessin Thyra (1853–1933) ⚭ Ernst August von Hannover
- Prinz Waldemar (1858–1939) ⚭ Marie von Orléans

### Schwiegervater Europas
Sein ältester Sohn und Thronfolger Friedrich VIII. heiratete Prinzessin Louise, die Tochter König Karls XV. von Schweden. Seine Tochter Alexandra war mit dem späteren britischen König Eduard VII. verheiratet, seine Tochter Maria Dagmar mit Zar Alexander III. und seine Tochter Thyra mit Herzog Ernst August von Cumberland und Braunschweig.
Sein zweiter Sohn, Wilhelm, wurde 1863 als Georg I. König von Griechenland und der dritte, Prinz Waldemar, lehnte den bulgarischen und norwegischen Thron ab. 1905 wurde Christians Enkel Carl unter dem Namen Haakon VII. König von Norwegen. Damit war das dänische Königshaus mit vielen regierenden Fürstenhäusern Europas direkt verwandt, was Christian später den Beinamen „Schwiegervater Europas“ einbrachte. So ist er beispielsweise der Urgroßvater von Prinz Philip, Duke of Edinburgh und zugleich Ururgroßvater (!) von dessen Gemahlin, der britischen Königin Elisabeth II.

## Vorfahren
|  |                                                          |  |  |  |  |  |  |  |  |  |  |  |  |
|  | Karl Anton von Schleswig-Holstein (1727–1759)            |  |  |  |  |  |  |  |  |  |  |  |  |
|  |                                                          |  |  |  |  |  |  |  |  |  |  |  |  |
|  |                                                          |  |  |  |  |  |  |  |  |  |  |  |  |
|  | Friedrich Karl Ludwig von Schleswig-Holstein (1757–1816) |  |  |  |  |  |  |  |  |  |  |  |  |
|  |                                                          |  |  |  |  |  |  |  |  |  |  |  |  |
|  |                                                          |  |  |  |  |  |  |  |  |  |  |  |  |
|  | Friederike von Dohna-Schlobitten (1738–1786)             |  |  |  |  |  |  |  |  |  |  |  |  |
|  |                                                          |  |  |  |  |  |  |  |  |  |  |  |  |
|  |                                                          |  |  |  |  |  |  |  |  |  |  |  |  |
|  | Friedrich Wilhelm von Schleswig-Holstein (1785–1831)     |  |  |  |  |  |  |  |  |  |  |  |  |
|  |                                                          |  |  |  |  |  |  |  |  |  |  |  |  |
|  |                                                          |  |  |  |  |  |  |  |  |  |  |  |  |
|  | Leopold von Schlieben (1723–1788)                        |  |  |  |  |  |  |  |  |  |  |  |  |
|  |                                                          |  |  |  |  |  |  |  |  |  |  |  |  |
|  |                                                          |  |  |  |  |  |  |  |  |  |  |  |  |
|  | Friederike von Schlieben (1757–1827)                     |  |  |  |  |  |  |  |  |  |  |  |  |
|  |                                                          |  |  |  |  |  |  |  |  |  |  |  |  |
|  |                                                          |  |  |  |  |  |  |  |  |  |  |  |  |
|  | Marie Eleonore von Lehndorff (1723–1800)                 |  |  |  |  |  |  |  |  |  |  |  |  |
|  |                                                          |  |  |  |  |  |  |  |  |  |  |  |  |
|  |                                                          |  |  |  |  |  |  |  |  |  |  |  |  |
|  | Christian IX. König von Dänemark                         |  |  |  |  |  |  |  |  |  |  |  |  |
|  |                                                          |  |  |  |  |  |  |  |  |  |  |  |  |
|  |                                                          |  |  |  |  |  |  |  |  |  |  |  |  |
|  | Friedrich II. von Hessen-Kassel (1720–1785)              |  |  |  |  |  |  |  |  |  |  |  |  |
|  |                                                          |  |  |  |  |  |  |  |  |  |  |  |  |
|  |                                                          |  |  |  |  |  |  |  |  |  |  |  |  |
|  | Karl von Hessen-Kassel (1744–1836)                       |  |  |  |  |  |  |  |  |  |  |  |  |
|  |                                                          |  |  |  |  |  |  |  |  |  |  |  |  |
|  |                                                          |  |  |  |  |  |  |  |  |  |  |  |  |
|  | Maria von Großbritannien (1723–1772)                     |  |  |  |  |  |  |  |  |  |  |  |  |
|  |                                                          |  |  |  |  |  |  |  |  |  |  |  |  |
|  |                                                          |  |  |  |  |  |  |  |  |  |  |  |  |
|  | Luise Karoline von Hessen-Kassel (1789–1867)             |  |  |  |  |  |  |  |  |  |  |  |  |
|  |                                                          |  |  |  |  |  |  |  |  |  |  |  |  |
|  |                                                          |  |  |  |  |  |  |  |  |  |  |  |  |
|  | König Friedrich V. von Dänemark (1723–1766)              |  |  |  |  |  |  |  |  |  |  |  |  |
|  |                                                          |  |  |  |  |  |  |  |  |  |  |  |  |
|  |                                                          |  |  |  |  |  |  |  |  |  |  |  |  |
|  | Louise von Dänemark (1750–1831)                          |  |  |  |  |  |  |  |  |  |  |  |  |
|  |                                                          |  |  |  |  |  |  |  |  |  |  |  |  |
|  |                                                          |  |  |  |  |  |  |  |  |  |  |  |  |
|  | Louise von Großbritannien (1724–1751)                    |  |  |  |  |  |  |  |  |  |  |  |  |
|  |                                                          |  |  |  |  |  |  |  |  |  |  |  |  |
|  |                                                          |  |  |  |  |  |  |  |  |  |  |  |  |